# Siegmund von Hausegger
Siegmund von Hausegger, né le 16 août 1872 à Graz et mort le 10 octobre 1948 à Munich, est un compositeur et chef d'orchestre autrichien.

## Biographie
Compositeur surtout dans sa jeunesse, son style était marqué par l'influence de Liszt et de Richard Strauss. Ses œuvres eurent un certain succès en leur temps. Il fut chef principal de l'orchestre philharmonique de Munich de 1920 à 1938 (c'est à ce moment que l'orchestre adopta définitivement ce dernier nom), et de la Haute École de Musique et de Théâtre de Munich de 1924 à 1934, où il compta parmi ses élèves Eugen Jochum.
Il est également connu pour avoir dirigé la première exécution de la version authentique, non retouchée par Ferdinand Löwe, de la Neuvième symphonie de Bruckner. Ce double concert eut lieu en 1932 avec l'orchestre philharmonique de Munich ; Hausegger présenta d'abord la version de Löwe, puis la version originale de Bruckner. Il fit de même avec la Cinquième symphonie en 1935. En 1938, il grava le premier enregistrement complet de la Neuvième.
S'il ne quitta pas l'Allemagne durant le régime nazi, il se compromit moins que d'autres[évasif], comme Oswald Kabasta qui le remplaça à la tête de l'orchestre philharmonique de Munich en 1938.

## Œuvres principales

### Opéras
- Helfried (livret : Siegmund von Hausegger, créé le 23 mars 1893 à Graz)
- Zinnober, fantaisie humoristique en trois actes (livret : Siegmund von Hausegger, d'après E.T.A. Hoffmann, créée le 19 juin 1898 à Munich)

### Orchestre
- Dionysische Phantasie, poème symphonique
- Barbarossa, poème symphonique (1898/99)
- Wieland der Schmied, poème symphonique (1904)
- Aufklänge, poème symphonique
- Natursinfonie, pour chœur et grand orchestre  (1911) Finale sur le poème de Goethe Proömium

1. Gehalten und mit Dehnung - schnell
2. Langsam und gedehnt
3. Stuermisch bewegt
4. Sehr breit, mit größter Kraft

### Musique sacrée
- Messe
- Requiem pour chœur mixte à 8 voix (Texte de Friedrich Hebbel) (1907)

### Discographie
- Natursinfonie - WDR Rundfunkorchester et Sinfonieorchester Köln, dir. Ari Rasilainen, enregistré du 28 novembre au 2 décembre 2005, SACD CPO 7772372 (2008) (OCLC 216942831)
- Barbarossa (poème symphonique), Drei Hymnen an die Nacht° - Hans Christoph Begemann, baryton° ; Norrköpping Symphony Orchestra, dir. Antony Hermus, enregistré du 30 mai au 2 juin 2011, CD CPO 7776662 (2017)[1] (OCLC 1013589212)
- Lieder - Roman Trekel (ténor), Corb Garben (piano), enregistré du 16 au 19 mai 2010, CD CPO 7777302 (2018) (OCLC 1061560983)